# Уиттен, Дэнни
Дэнни Рэй Уиттен (англ. Danny Ray Whitten; 8 мая 1943 — 18 ноября 1972) — американский музыкант и автор песен, наиболее известный по сотрудничеству с аккомпанирующей Нилу Янгу группой Crazy Horse и песне «I Don’t Want To Talk About It», которая стала хитом в исполнениях Рода Стюарта и Everything but the Girl.

## Биография

### Ранние годы
Уиттен родился 8 мая 1943 года в Колумбусе, штат Джорджия. Его родители развелись, когда он был юн. Он и его сестра, Бренда, жили вместе с мамой, которая работала официанткой. Его мама вышла замуж повторно, когда ему было 9 лет, и семья переехала жить в Кантон, Огайо.